# 宇宙騎士BLADE
《宇宙騎士鐵甲人利刃》（日语：宇宙の騎士テッカマンブレード）是一部日本動畫。於1992年2月18日至1993年2月2日於東京電視台放映。這部動畫的前身是1975年的动画宇宙騎士鐵甲人（宇宙の騎士テッカマン），但故事上和這部沒關係。其主要人物曾在本作的倒数第二集客串登场。

## 登場人物

### Space Knights
D-Boy／相羽隆也（／、聲優：森川智之、香港：劉昭文）
主角。可變身為Tekkaman Blade。和外宇宙开发机构（后经总统直接任命编为Space Knights）一同戰鬥。一开始不肯说出自己的身世谎称自己丧失了记忆，諾亞爾就为他起了D(angerous)-boy这个绰号。本應與雙生兄弟相羽新也同是優秀之Tekkaman 素體，但是在被植入拉達姆寄生體前被父親救出，因改造不完整成了有缺陷的Tekkaman，变身有30分鐘的时间限制，限時內不解除變身會喪失人性及瘋狂暴走. 後來身體缺陷更發展至全身组织开始受到破坏，爆破化进化成功后虽然身体组织破坏收到抑制但是进化后的副作用使组织破坏转移到了脑部，每次变身都会逐渐丧失部分记忆。
海因里希·冯·弗里曼（Heinrich Von Freeman、声优：鈴置洋孝、香港：盧國權）
外宇宙开发机构的创始人兼指挥官。性格沉着冷静，经常因为有看似冷酷的言行而遭到周围人的怀疑，其实是个很重感情的人。战略眼光敏锐，具有极强的政治能力，擅长细致周密的计算和分析，总是从对同伴来说最好的从角度来考虑问题。并且亲自研发对拉达姆兵器、分析变身系统等，是个可以信赖，几乎万能的领导。经常戴形状独特的墨镜。擅长射击，曾经说过训练时的成绩是A级。
如月亞紀（如月アキ、聲優：林原惠、香港：曾佩儀）
Space Knights成員。藍色地球（Blue Earth）號飛行員。对D-Boy有好感，缺少女人味。随着故事的发展，发觉自己为D-Boy能够做的事情有限而苦恼。虽然本作中没有讲到，但是《Spaceknights》这张唱片中的广播剧中提到她是伊賀忍者后代。在劇場版成為Tekkaman Aki。
諾亞爾·貝魯斯（Noal Vereuse、聲優：松本保典、香港：招世亮）
Space Knights成員。藍色地球號飛行員。後期轉用人造宇宙騎士二號(Sol Tekkaman２號)。生于軍人世家名门，不顾家人反对进入外宇宙開発機構。一开始对D-Boy不信任，后来渐渐了解并称为朋友。心直口快，正义感强。
米莉（Milly、聲優：横山智佐、香港：鄭麗麗））
Space Knights操作員。经常和Freeman一起行动，也曾经代替过亞紀驾驶藍色地球号。长相酷似D-Boy的妹妹美雪。设定名字为Miletta Le Rouge，但是和亞紀一样姓氏并没有在片中出现。
本田（聲優：飯塚昭三、香港：梁耀昌）
Space Knights的機械師。身材矮胖的胡子大叔，Space Knights是成员中年龄最大的，也是十分了解弗里曼的人。
雷宾（Levin、声优：中原茂 、香港：郭志權）
Space Knights的机械师，本田的搭档。虽然喜欢打扮成女人，其实并不喜欢男人只是喜欢D-Boy和Tekkaman Blade。常与Milly有搞笑的场面且做得一手好菜。

### 聯合防卫軍
柯爾貝特（Colbert、聲優：大瀧進矢、香港：林國雄）
聯合防卫軍准將。功名心极强，自私自利，为达目的不择手段。在拉达姆进攻以前为联合军的设立尽力，拉达姆战役中也为促进Sol Tekkaman及费米子武器的开发有所贡献。但是在Orbital Ring夺回站失败后就将Sapce Knights和D-Boy视作眼中钉。断然决定用费米子导弹攻击Orbital Ring，D-Boy告诉他真正的拉达姆基地在月球背面也不相信。最后在被D-Boy击中的费米子导弹爆炸中死去。
巴爾扎克·阿西莫夫（Balzac Asimov、聲優：堀内賢雄、香港：馮錦堂）
地球聯合軍少校。冒充随军记者，实际上是联合防卫军派来的间谍。潜入Space Knights基地，窃取Tekkaman Blade的机密数据带回军方。联合防卫军以此开发出战斗服，并任命其为Sol Tekkaman1号机的驾驶员。贫民窟出生的他曾经利欲熏心。和朋友马尔罗博士想凭借Sol Tekkaman打败拉达姆，从而平步青云。但是在Orbital Ring夺回站中惨败于Tekkaman Evil，Sol Tekkaman1号机也下落不明。之后被Riruru收留，在打算卸甲归田时偶遇SpaceKnights的成员并加入他们。与诺亚尔共通搭乘蓝色地球号飞向拉达姆基地的途中遭到Tekkaman Sword的袭击。巴尔扎克用弗里曼的特制武器使Tekkaman Sword强制解除变身，但卻被Sword强行拖下飞船，在坠入大气层的过程中同归于烬，Riruru怀有他的遗腹子。在续篇中为了纪念其功绩地球联合军设立了以他名字命名的“巴尔扎克勋章”。
马尔罗博士（Mr.Malraux、聲優：辻谷耕史）
联合防卫军的科学家，Sol Tekkaman的开发人员。和巴尔扎克一样小时候在平民窟长大，后被联合防卫军招至麾下。和巴尔扎克一样有极强的上进心，梦想成为成为长官，获得权力和名誉。在运送Sol Tekkaman的费米子时遭到拉达姆兽的袭击，死在巴尔扎克面前。
巴纳德·奥图尔（Barnard O'Toole、声优：池田胜）
联合防卫军的军官，独眼。曾经与SpaceKnights共同作战，与D-Boy成了忘年交。和军方失去联系后带领部下继续和拉达姆展开Orbital Ring的争夺战。之后又与D-Boy重逢，为了爆破化争取时间，被Tekkaman Lance所杀。

### 拉達姆
相羽健吾（／Tekkaman Omega、声优：若本规夫、香港：張炳強）
D-boy的大哥，相羽家长子，冯莉的未婚夫，也是父亲孝三的助手。被拉达姆控制后成为Tekkaman的总指挥。身体与拉达姆基地合为一体不能隨意活动。体型远大于其他Tekkaman，健吾的脸在其腹部。在Blade刚闯入母舰时将他折磨了一番，但最后还是和母舰一起被Blade的Voltekka消灭。虽然被拉达姆控制，但其實保留著過去對家人的情感及記憶，只是價值觀上會以拉達姆一族的利益去思考。深知爆破化會縮短Tekkaman 之壽命，因此反對新也為了抗Blade進行爆破化，将他关起来等细节也能看出作为兄长对弟弟的爱护。
弗里茨·冯·布劳恩（Fritz von Braun／Tekkaman Dagger、聲優：飛田展男）
最初率領拉達姆侵略地球的Tekkaman (Dagger)。原来是阿耳戈斯号上的乘务员。最擅长用计的Tekkaman，使用干涉棱镜阻止了D-Boy变身而且使他的变身水晶受到破坏。但是当D-Boy再次成功变身后被Tekkaman Blade打败。使用的武器为Cosmo Bowgun。Blade眼皮就是他弄伤的。
相羽新也（相羽シンヤ、聲優：子安武人、香港：蘇強文）
(Tekkaman Evil)，D-boy的双胞胎弟弟。拉达姆Tekkaman的小头目。原来是阿耳戈斯号的舵手。从小就是努力型的完美主义者，所以对于天才型哥哥（D-Boy）抱有一种强烈的情结。被拉达姆寄生后这种情感及執著就更表面化，执意要与Blade一争高下。最终也和Blade一样超级化，但卻令腦部出現頻繁劇痛的負作用，付出了缩短寿命的代价。在与Blade的决战中互相以爆破化後最大出力的Vol Tekka對峙，成功壓倒blade, 受重擊的blade更退回基本形態。新也正想以長矛刺穿blade 心臟，因腦中劇痛而無法刺中，反被blade 刺中要害。身负重伤頻死之際，肉体被拉达姆抛弃，精神控制解除，回復本性後感激兄長在最後一刻認真地全力迎戰自己，並将自己的變身水晶給予兄長，讓兄長能夠前往月背面與大哥健吾（Tekkaman Omega)會面，之後在D-boy懷中死去。
在短篇集「火燒之時計」中補完了新也死前交出水晶予兄長後，彌留之際回想起對戰勝兄長異常執著的原因。: :新也自幼不解為何作為孖生兄弟，總是被父親仇視，而父親總是偏愛孖生兄長，在自身被拿達姆捕獲時，父親又企圖槍殺自己。但自身卻無法對父親這種偏執行徑感到憤怒，只能默默承受及把矛頭轉移至兄長。
在重傷彌留之際，新也見到與母親外貌相似的阿紀時，卻回想起幼年在家中玩火導致自己及母親被大火圍困，逃生無門下母親把心愛的兒子塞入狹窄的時計中保命，而母親就在新也眼前慘遭大火燒成焦炭，新也大受打擊下把這段痛苦回憶封印，父親從此怨懟自己，但新也潛意識因自責而無法憎恨父親。
新也最後了解到早已得到了母親的愛，卻因為自己的罪孽而與兄長展開了一場早已得出勝負的戰爭，最後在充滿對兄長、家族的悔疚下死去。
戈达德（Goddard／Tekkaman Axe、声优：岛香裕）
相羽孝三的朋友兼助手，电子工学专家。精通武术（D-Boy说他更适合这方面），也是高野和新也两人的武术教练。称D-Boy为“高野少爷”，虽然被拉达姆所支配但是也为他的成长感到高兴。同样也称新也为“新也少爷”并且十分喜欢他。他也看出了新也对高野的執著，所以希望親自先行擊敗Tekkaman Blade，避免Blade和Evil兄弟二人再次正面交锋。後來Blade一眾人正在尋求足以脫離重力、前往月球攻擊拿達姆根據地的方法，因此需要一塊完整無缺的變身水晶所產生的水晶力場達成目的。得知此事的戈達德以自己的水晶做餌，引誘Blade 與自己決戰，但戈達戰敗後未有如約交出水晶，企圖以暴走Voltekka與Blade同歸於盡，Blade 成功逃脫但都未能如期得到水晶。
冯莉（ Feng-Li／Tekkaman Sword、声优：橫尾まり、香港：雷碧娜）
原阿耳戈斯号的乘务员，健吾的未婚妻。二人的婚禮前一天阿耳弋斯號就被拉達姆襲擊，未能完成婚禮成了馮莉最大的遺憾，對健吾的爱因此變得更執著，忠誠執行健吾的命令，戰鬥目的只為保護健吾，更勝過拉達姆一族之利益。为了帮他除掉Blade，明知会有缩短寿命的負作用都任由新也進行超级化。最终决战时獨自迎戰正在前往拉达姆基地的蓝色地球号，被巴尔扎克用弗里曼的特制武器击中，变身瀕臨解除，但将巴尔扎克强行拖下飞船且在最后一刻用Voltekka将蓝色地球号击落自己也在坠入大气层的过程中与巴尔扎克同归于烬。
莫洛托夫（Molotov／Tekkaman Lance、声优：小杉十郎太）
原阿耳戈斯号的乘务员，对自己的实力过分自信，将Tekkaman Evil视作竞争对手。为了在Evil之前打败Blade，擅自行动闯入阿拉斯加的SpaceKnights基地却被爆破化成功的Blade轻松打败。

### 其他人物
相羽孝三（あいば こうぞう、聲優：麦人）
相羽兄弟的父親，宇宙物理學博士。在带领家人乘坐阿耳戈斯（Argos）号飞船调查土星的卫星时遇到拉达姆，由于年龄的关系最早活着被变身系统排出。在高野未受到精神控制之前将其从变身系统中解放出来。因此Blade是不完全的Tekkaman，有30分钟变身时限。为了让高野与拉达姆战斗帮助他逃离飞船而自己却被拉达姆吞噬。
相羽美雪（相羽ミユキ、聲優：水谷優子、香港：梁少霞）
D-Boy之妹，相羽家最小的孩子。美雪(Tekkaman Rapier)也是不完全的Tekkaman，但與D-Boy不同，她的体质不适合成为Tekkaman，所以被变身系统中途排除出来。虽然可以变身成为Tekkaman，但组织已经遭到破坏且几乎没有什么战斗能力。最后为了保护Space Knights的基地自爆而亡。
丽露露（Riruru、声优：松井菜樱子）
在边境地区务农的女性，与弟弟瑞克（Rick）相依为命。照顾并收留了被Tekkman Evil打败身负重伤的巴尔扎克，三人一起生活。
瑞克（Rick、声优：松本梨香）
丽露露的弟弟，与巴尔扎克关系亲密，很崇拜Tekkaman Blade。

## 机械设定
轨道环（Orbital Ring）
建造在地球的卫星轨道上绕地球1周的环状建筑。人们可以通过轨道电梯往来于地面和上面。同时也是宇宙飞船起落港，那个时代的工商业中心也移到了轨道环。被拉达姆占领后就成为了它们的前沿阵地。
贝加斯（Pegas）
身高2.7m、体重6.5t、飞行速度M2.34/49000ft（Crash Intrude模式），7.2mm机关炮４门、激光炮２门并装备导弹，可以说能够与拉达姆兽单独作战。可以变成飞行形态，与Tekkaman Blade共通发动Crash Intrude和High-colt Voltekka。原为普通的作业用机器人（见第1話）。在D-Boy的变身水晶受到干涉梭鏡破壞碎裂，不能再变身成Tekkaman Blade后，雷宾和本田将其改造成“机动兵Pegas”，並把碎裂的變身水晶安裝在Pegas胸前。虽然之后D-Boy每次变身都要依赖Pegas，但是都不会受到“干涉棱镜”的影响。之后程序版本也升过级，经常支援Tekkaman Blade。一直跟随D-Boy与拉达姆作战，在最终决战中为了保护Blade被Tekkaman Omega的触手分解。名字来源于希腊神話中的天马Pegasus。
蓝色地球（Blue Earth）号
全长32.1m、宽27.3m、最高速度马赫2.05/49000ft。SpaceKnights的飞行器，最初的武器只有激光枪和陨石盾，之后追加费米子炮。可在宇宙空间航行，可以靠包括超导弹射器在内的3段式助推器飞出大气层。主体部分可前后分离。在Orbital Ring被拉达姆占领后成为地球上唯一的宇宙飞船。虽然设定成可以分离合体，但在剧中没有出现分离合体的镜头。
格林兰（Green Land）号
全长约35m。得克萨斯的基地被摧毁后成了SpaceKnights的移动基地，生活设施完备。
阿耳戈斯（Argos）号
探测用宇宙飞船。相羽孝三博士带领一家为了探索土星的卫星泰坦飞向太空，在土星附近遇到了拉达姆的宇宙飞船，被拉达姆的母舰吞没，作为侵略地球用的母舰。乘务员除少数几名成为战斗用Tekkaman外全部死亡。相羽孝三将其自爆后迫降在月球背面。
Sol-Tekkaman
身長2.3m、重量181kg、飞行速度530km/h。联合防卫军的马尔罗博士等根据巴尔扎克潜入SpaceKnights基地窃取的Tekkaman相关资料开发的对拉达姆用動力服。共有2台，1号机驾驶员为巴尔扎克、2号机驾驶员为诺亚尔。武器装备为运用Voltekka原理的费米子炮和激光枪。费米子炮可以将拉达姆兽一炮击毙，但对Tekkaman无效。而且费米子会与水分子发生反应，在水中发射会引起爆炸。可对应各种环境，不仅可以在沙漠还及寒冷地带使用，水中和宇宙空间也能使用。虽然不像Tekkaman Blade那样有时间限制但是费米子用光后费米子炮就无法使用。1号机和2号机看上去仅颜色不同（1号机绿、2号机蓝），但1号机经雷宾修复改造后，费米子炮换上了特殊装置可以扩散发射。

## 音乐
- 前期OP（第1～第27話）《REASON》（作曲：小坂由美子　作詞：安藤芳彦　歌：小坂由美子）
- 後期OP（第28～第49話）（作曲：小坂由美子　作詞：　歌：小坂由美子）
- 前期ED（第1～第27話）《ENERGY OF LOVE》（作曲・作詞・歌：小坂由美子）
- 後期ED（第28～第49話）《LONELY HEART》（作曲：小坂由美子　作詞：　歌：小坂由美子）
- 插曲（第40話）（作曲：山本智惠子　作詞・歌：小坂由美子）
- 插曲（第40話）《Meditation》（作曲・作詞・歌：小坂由美子）
- 插曲（第46話）《Once More Again》（作曲：山浦克巳　作詞：　歌：三松亜美・山浦克己）
- 插曲（第48話）《Masquerade》（作曲・作詞・歌：小坂由美子）

## TV动画集数列表
| 话数 | 首次播放日     | 日文标题         | 中文标题                  | 脚本                 | 分镜              | 演出                  | 作画监督         | 机甲总监         | 备注                                       |
| ---- | -------------- | ---------------- | ------------------------- | -------------------- | ----------------- | --------------------- | ---------------- | ---------------- | ------------------------------------------ |
| 0    | 1992年 2月18日 | 長き戦いの序曲   | 漫长战斗的序曲            | 貴家櫛津（构成）     | 貴家櫛津（构成）  | 貴家櫛津（构成）      | 貴家櫛津（构成） | 貴家櫛津（构成） |                                            |
| 1    | 2月25日        | 天駆ける超人     | 飞翔天际的超人            | 関島眞頼             | 東伏美            | 殿勝秀樹              | 世良武           | 世良武           |                                            |
| 2    | 3月3日         | 孤独の戦士       | 孤独的战士                | あかほりさとる       | ねぎしひろし      | 高瀬節夫              | 室井聖人         | オグロアキラ     |                                            |
| 3    | 3月10日        | 防衛軍の野望     | 防卫军的野心              | 岸間信明             | 殿勝秀樹          | 佐乃鷹二巳 西山明樹彦 | 藍葉古卯         | 藍葉古卯         |                                            |
| 4    | 3月17日        | 理由なき敵前逃亡 | 无理由的临阵脱逃          | 川崎ヒロユキ         | 澤井幸次          | 千葉大輔              | 敷島博英         | 敷島博英         |                                            |
| 5    | 3月24日        | オレを殺せ       | 杀了我                    | 川崎ヒロユキ         | 坂田純一          | 鈴木吉男              | 加藤茂           | 加藤茂           |                                            |
| 6    | 3月31日        | テックセット不能 | TECH SET装着不能          | 千葉克彦             | 殿勝秀樹          | 堤純子                | 猫野乃々美       | 猫野輪太         |                                            |
| 7    | 4月7日         | 機動兵ペガス発進 | 机械兵贝加斯出现          | 渡辺誓子             | 澤井幸次          | 西山明樹彦            | 宝生聖人         | 山根理宏         |                                            |
| 8    | 4月14日        | 謎の従軍記者     | 神秘的从军记者            | あかほりさとる       | 殿勝秀樹          | 高瀬節夫              | 藍葉古卯         | 藍葉古卯         |                                            |
| 9    | 4月21日        | 救出! 木星クルー | 救出!木星船队             | 岸間信明             | まつぞのひろし    | まつぞのひろし        | 井口忠一         | 井口忠一         |                                            |
| 10   | 4月28日        | 戦火に響く子守歌 | 战场中的摇篮曲            | 川崎ヒロユキ         | 澤井幸次          | 宮崎一哉              | アート.歩夢      | アート.拓夢      |                                            |
| 11   | 5月5日         | Dボウイファイル  | D-BOY档案                 | あみやまさはる(構成) | 殿勝秀樹          | 殿勝秀樹              | 藍葉古卯         | 藍葉古卯         |                                            |
| 12   | 5月12日        | 赤い戦慄エビル   | 赤红战栗 伊比路           | 千葉克彦             | 中村隆太郎        | 鈴木吉男              | 加藤茂           | 加藤茂           |                                            |
| 13   | 5月19日        | 宿命の兄弟       | 宿命之兄弟                | 岸間信明             | 坂田純一          | 西山明樹彦            | 敷島博英         | 中村豊           |                                            |
| 14   | 5月26日        | 血をわけた悪魔   | 恶魔兄弟                  | 渡辺誓子             | 澤井幸次          | 高瀬節夫              | 藍葉古卯         | 藍葉古卯         |                                            |
| 15   | 6月2日         | 魔神蘇る         | 魔神苏醒                  | あかほりさとる       | 殿勝秀樹          | 鈴木吉男              | 室井聖人         | オグロアキラ     |                                            |
| 16   | 6月9日         | 裏切りの肖像     | 反叛之肖像                | あかほりさとる       | 澤井幸次          | 宮崎一哉              | アート.歩夢      | アート.拓夢      |                                            |
| 17   | 6月16日        | 鋼鉄の救世主     | 钢铁之救世主              | 岸間信明             | 澤井幸次          | 鈴木吉男              | 加野晃           | 加野晃           |                                            |
| 18   | 6月23日        | 栄光への代償     | 光荣的代价                | 岸間信明             | 西山明樹彦        | 西山明樹彦            | 加藤茂           | 加藤茂           |                                            |
| 19   | 6月30日        | 心閉ざした戦士   | 紧锁心扉的战士            | 渡辺誓子             | 中村隆太郎        | 高瀬節夫              | 須田正巳         | 須田正巳         |                                            |
| 20   | 7月7日         | 復活! 怒りの変身 | 复活!怒之变身             | 山下久仁明           | 殿勝秀樹          | 殿勝秀樹              | 藍葉古卯         | 藍葉古卯         |                                            |
| 21   | 7月14日        | 愛と死の予感     | 爱与死的预感              | 川崎ヒロユキ         | 坂田純一          | 西山明樹彦            | 井口忠一         | 井口忠一         |                                            |
| 22   | 7月21日        | ミユキの決意     | 美雪的决意                | 山下久仁明           | 澤井幸次          | 鈴木吉男              | 室井聖人         | 山根理宏         |                                            |
| 23   | 7月28日        | 傷だらけの再会   | 伤痕累累的重逢            | 千葉克彦             | 鈴木吉男          | 西山明樹彦            | 敷島博英         | 中村豊           |                                            |
| 24   | 8月4日         | 引き裂かれた過去 | 被揭开的过去              | 岸間信明             | 殿勝秀樹          | 羽生頼仙              | 須田正巳         | 須田正巳         |                                            |
| 25   | 8月11日        | 新たなる悪魔     | 新的恶魔                  | 川崎ヒロユキ         | 中村隆太郎        | 鈴木吉男              | 須田正巳         | 加野晃           |                                            |
| 26   | 8月18日        | 死をかけた戦い   | 拼死作战                  | 山下久仁明           | 澤井幸次          | 西山明樹彦            | 室井聖人         | オグロアキラ     |                                            |
| 27   | 8月25日        | 残りし者への遺産 | 留下的遗产                | あみやまさはる(構成) | 殿勝秀樹          | 殿勝秀樹              | 藍葉古卯         | 藍葉古卯         |                                            |
| 28   | 9月1日         | 白い魔人         | 白色魔人                  | あかほりさとる       | ねぎしひろし      | 友田政晴              | 井口忠一         | 井口忠一         |                                            |
| 29   | 9月8日         | 戦いの野に花束を | 为战场原野送上鲜花        | 渡辺誓子             | 澤井幸次          | 鈴木吉男              | 工原しげき       | 工原しげき       |                                            |
| 30   | 9月15日        | 父の面影         | 父亲的面影                | 岸間信明             | 中村隆太郎        | 西山明樹彦            | 加野晃           | 加野晃           |                                            |
| 31   | 9月22日        | 復讐の街         | 复仇之街                  | 山下久仁明           | 板野一郎          | 板野一郎              | 板野一郎         | 板野一郎         |                                            |
| 32   | 9月29日        | 待ちわびた少女   | 等待的少女                | 千葉克彦             | 澤井幸次          | 鈴木吉男              | 須田正巳         | 須田正巳         | 少女弹奏钢琴曲: Op.6 No.2 肖邦 降e大调夜曲 |
| 33   | 10月6日        | 荒野の再会       | 荒野之再会                | あみやまさはる       | 殿勝秀樹          | 西山明樹彦            | 室井聖人         | 山根理宏         |                                            |
| 34   | 10月13日       | 光と影の兄弟     | 光与影之兄弟              | 岸間信明             | 橋本伊央汰        | 千葉大輔              | 工原しげき       | 工原しげき       |                                            |
| 35   | 10月20日       | 雾中的敌人       | 霧の中の敵                | 山下久仁明           | 羽生頼仙 殿勝秀樹 | 鈴木吉男              | 伊藤尚往         | 伊藤尚往         |                                            |
| 36   | 10月27日       | 決戦!! アックス  | 决战,阿克士               | 渡辺誓子             | 板野一郎          | 板野一郎              | 板野一郎         | 板野一郎         |                                            |
| 37   | 11月3日        | 蝕まれた肉体     | 被侵蚀的肉体              | 山下久仁明           | 友田政晴          | 友田政晴              | 井口忠一         | 井口忠一         |                                            |
| 38   | 11月10日       | 死への迷宮       | 死之迷宫                  | 千葉克彦             | 澤井幸次          | 津田義三              | 須田正巳         | 須田正巳         |                                            |
| 39   | 11月17日       | 超戦士ブラスター | 超戰士爆破鐵甲人(Blastor) | 岸間信明             | 殿勝秀樹          | 西山明樹彦            | 敷島博英         | 中村豊           |                                            |
| 40   | 11月24日       | 愛と戦いの二人   | 两人的爱与战              | あみやまさはる(構成) | 殿勝秀樹          | 殿勝秀樹              | 井口忠一         | 井口忠一         |                                            |
| 41   | 12月1日        | エビル.蘇る悪魔  | 伊比路 苏醒的恶魔         | 山下久仁明           | 吉田英俊          | 吉田英俊              | 佐野浩敏         | 佐野浩敏         |                                            |
| 42   | 12月8日        | 激突! 赤い宿敵   | 激突! 赤色宿敌            | あみやまさはる       | 板野一郎          | 板野一郎              | 板野一郎         | 板野一郎         |                                            |
| 43   | 12月15日       | 訣別の銃弾       | 决别的子弹                | 川崎ヒロユキ         | 橋本伊央汰        | 鈴木吉男              | 工原しげき       | 工原しげき       |                                            |
| 44   | 12月22日       | 迫り来る闇       | 迫近的黑暗                | 岸間信明             | 橋本伊央汰        | 西山明樹彦            | 室生聖人         | オグロアキラ     |                                            |
| 45   | 1993年 1月5日  | 真実の侵略者     | 真实的侵略者              | あみやまさはる(構成) | 殿勝秀樹          | 殿勝秀樹              | ところともかず   | ところともかず   |                                            |
| 46   | 1月12日        | 時の止まった家   | 没有时间的家              | 関島眞頼             | 殿勝秀樹          | 鈴木吉男              | 須田正巳         | 須田正巳         |                                            |
| 47   | 1月19日        | 闇と死の運命     | 生和死的命运              | 山下久仁明           | 板野一郎          | 板野一郎              | 板野一郎         | 板野一郎         |                                            |
| 48   | 1月26日        | 壮烈! エビル死す | 壮烈,伊比路之死           | あかほりさとる       | 山本康彦          | 西山明樹彦            | 室生聖人         | 室生聖人         |                                            |
| 49   | 2月2日         | 燃えつきる命     | 燃烧的生命                | 関島眞頼             | 殿勝秀樹          | 殿勝秀樹              | 工原しげき       | 加野晃           |                                            |

## 周边产品

### 模型
万代曾经出过Blade、Evil、Sol Tekkaman2号机、超级化Blade这四种塑料模型。B-CLUB也出过Dagger、Rapier、Sword、Lance、Axe。另外还出过对应Tekkaman Evil塑料模型的超级化改造部件。2009年7月25日万代的魂SPEC发售“Tekkaman Blade with Pegas”，虽然Blade可以放在Pegas里面，但仅10cm左右。BANDAi在2010年1月推出ARMOR PLUS tekkaman blade,tekkaman evil 將會2010年7月推出，9月推出tekkaman blade blastor form，在11年5月推出tekkaman evil blastor form 及 tekkaman blade(gloss ver.)，除tekkaman blade外，其他均為魂限，Figma系列在12年11、12月也分別推出了tekkaman blade及evil。2020年8月8日千值练发售RIOBOT宇宙骑士利刃。

### 原声CD
King Record先后出过三张原声CD
1992.5.2 CD编号：KICA-108《宇宙骑士Tekkaman Blade SOUNDTRACK》
01：
02：
03：
04：
05：
06：
07：ENERGY OF LOVE
08：
09：
10：
11：
12：
13：
14：
15：
16：REASON 

1992.10.7 CD编号：KICA-119《宇宙骑士Tekkaman Blade Space Knights》第二章原声碟并且收录原创广播剧
01：REASON(TV)
02：
03：SAND STORM  
04：
05：
06：
07：
08：SPACE LONELY SOLDIER  
09：
10：
11：
12：
13：
14：
15：ENERGY OF LOVE (TV)

1993.2.5 CD编号：KICA-142《宇宙骑士Tekkaman Blade Blue Blue my love lullaby》
01：
02：Blue Blue my love lullaby 
03：
04：
05：
06：
07：
08：Meditation  
09：
10：
11：
12：
13：Once More Again  
14：
15：LONELY HEART
16：

### 原设集
《宇宙の骑士 テッカマンブレード设定资料集》
中村宏治 《宇宙の騎士テッカマンブレード　ハードSFアニメの金字塔、徹底詳解！》2020年3月30日、ネコ・パブリッシング ISBN 9784777024568

### 原画集
佐山善则《TECH》1994年12月
佐山善则《TECH PLUS》1995年12月

### 漫画
出版过铃木典孝的漫画，但是剧情跟原作相去甚远。

### 游戏
正统作品
- 1992年12月8日 Game Boy

- 1993年7月30日 SFC

- 1994年 PC9800 《宇宙骑士Tekkaman Blade Orbital Ring夺回战》

客串作品
- 2005年9月15日 GBA 《超级机器人大战J》

- 2007年3月1日 NDS 《超級機器人大戰W》

- 2010年1月28日Wii 《龍之子 VS. CAPCOM 終極明星戰（英语：Tatsunoko vs. Capcom: Ultimate All-Stars）》

| 日本東京電視台 星期二 18:30-19:00節目 | 日本東京電視台 星期二 18:30-19:00節目       | 日本東京電視台 星期二 18:30-19:00節目 |
| ------------------------------------- | ------------------------------------------- | ------------------------------------- |
|                                       | 宇宙騎士BLADE (1992年2月18日－1993年2月2日) |                                       |
| 百戰小奇兵 （緊急発進セイバーキッズ） | 疾風戰士                                    |                                       |